# John Flynn (regista)
John Flynn (Chicago, 14 marzo 1932 – Pacific Palisades, 4 aprile 2007) è stato un regista e sceneggiatore statunitense.
Il suo tema preferito, presente in molti suoi film, è quello della vendetta.

## Biografia
Cresce in California, ad Hermosa Beach, e si laurea in Giornalismo all'Università della California a Los Angeles. Debutta come assistente alla regia nel film A braccia aperte del 1965, diretto da J. Lee Thompson. È solo tre anni dopo che arriva il suo primo lungometraggio per il grande schermo, Il sergente, l'adattamento dell'omonimo romanzo di Dennis Murphy.

### Anni settanta
Quattro anni dopo la sceneggiatura di Troy Kennedy-Martin serve a Flynn per dirigere il suo secondo film, The Jerusalem File, che lanciò tra gli altri anche Bruce Davison. L'anno successivo scrive e dirige Organizzazione crimini, basato sulla novella di Donald E. Westlake. Il film, sul tema della vendetta è un caposaldo del regista, che infatti usò la tematica dei revenge movies per Rolling Thunder del '77.
The Outfit era zeppo di citazioni da film precedenti come Getaway! o contemporanei come Chi ucciderà Charley Varrick? di Don Siegel e sarà poi una grande fonte per i primi film di Quentin Tarantino. Nel successivo Rolling Thunder egli riprende il tema della vendetta, unendolo a quello della guerra del Vietnam, creando dunque da un lato un Taxi Driver più violento, dall'altro un grande anticipatore di tutte le tematiche care a Quentin Tarantino, notate in Kill Bill.

### Anni ottanta
Nel 1980 firma I violenti di Borrow Street, con Danny Aiello, sulla base di una sceneggiatura di Mark Tulin. Divenne subito un cult, ma è difficile tutt'oggi reperirlo in DVD. Sempre nell'80 firma il suo primo film per la tv, Marilyn - Una vita, una storia la vera storia di Marilyn Monroe, film dall'aura pessimistica con l'obiettivo di mortalizzare una dea, come recitava d'altronde lo slogan «La sua immagine era la perfezione... la sua vita era un inferno». Nel 1983 firma Touched, non garante di una grande storia ma un film che fotografa all'interno dei protagonisti, e nell'87 è l'ora di Best Seller, un film di buon successo, con James Woods e Victoria Tennant. Nel 1989 firma un ennesimo revenge-movie, Sorvegliato speciale, con Sylvester Stallone e Donald Sutherland, in cui Stallone ha il ruolo di un carcerato, Frank Leone.

### Anni novanta
Nel 1991 dirige Steven Seagal in Giustizia a tutti i costi, uno dei pochissimi film in cui Seagal impugna l'arma da fuoco. Anche questo film è incentrato su una vendetta, questa volta non personale, ma per conto di un amico del poliziotto impersonato da Seagal che è stato ucciso in una sparatoria. Dal 1992 al 1999 Flynn firma tre film per la TV, Nails: un poliziotto scomodo con Dennis Hopper, che si rivelò un flop.
Nel 1993 dirige Christopher Walken in Scam - Una prova per Maggie, che risale la china rispetto al precedente burrone creatosi col passato. Nel 1994 torna al cinema con Brainscan - Il gioco della morte, un film surreale che mostra come i videogame possano indurre alla più totale violenza. Nel 1999 dirige il fratello di Alec Baldwin, Stephen, in Absence of the Good, sempre per la TV, un intricato poliziesco, ma non ai livelli del precedente Scam - Una prova per Maggie o dei vecchi film anni settanta.

### L'ultimo film
Nel 2001 dirige Peter Gallagher e Stephen Baldwin in Protection. Con la sua trama stereotipata, una o due co-protagoniste sexy, Protection fu esattamente il genere di film ben fatto dalle fabbriche di thriller di Hong Kong e del Giappone. Dire che il regista si trovò male in questo territorio è sbagliato, perché con Organizzazione crimini e Best Seller ce lo aveva già dimostrato. Non fu però ben accolto perché - a parte alcune location - il film non lasciava molte sorprese al pubblico, ormai abituato a questo genere di trame, personaggi, come il macho palestrato, e situazioni, come le improvvise esplosioni di violenza.

## Filmografia parziale
- Il sergente (The Sergeant) (1968)
- Organizzazione crimini (The Outfit) (1973)
- Rolling Thunder (1977)
- Marilyn - Una vita, una storia (Marilyn: The Untold Story) (1980)
- Sorvegliato speciale (Lock Up) (1989)
- Giustizia a tutti i costi (Out for Justice) (1991)
- Brainscan - Il gioco della morte (Brainscan) (1994)
- Absence of the Good (1999)
- Protection (2001)